# Universitatea din Gießen
Universitatea din Gießen a fost înființată pe 19 mai 1607 de împăratul Rudolf al II-lea. Activitatea didactică a început în luna octombrie 1607.

## Absolvenți celebri
- Titu Maiorescu (1840-1917), prim ministru al României
- Wilhelm Wien (1864-1928), laureat al Premiului Nobel pentru Fizică (1911)
- Frank-Walter Steinmeier (n. 1956), ministru federal de externe (2005-2009, 2013-2017), președintele Germaniei (din 2017)

## Profesori celebri
- Justus von Liebig (1803-1873), chimist
- Wilhelm Röntgen (1845-1923), laureat al Premiului Nobel pentru Fizică (1901)